# Boquim (gemeente)
Boquim is een gemeente in de Braziliaanse deelstaat Sergipe. De gemeente telt 25.270 inwoners (schatting 2009).
De gemeente grenst aan Lagarto, Estância, Pedrinhas, Arauá, Riachão do Dantas en Salgado.